# Краунпойнт (Нью-Мексико)
Краунпойнт (англ. Crownpoint) — переписна місцевість (CDP) в США, в окрузі Маккінлі штату Нью-Мексико. Населення — 2900 осіб (2020).

## Географія
Краунпойнт розташований за координатами 35°41′17″ пн. ш. 108°8′58″ зх. д. / 35.68806° пн. ш. 108.14944° зх. д. (35.687994, -108.149391).  За даними Бюро перепису населення США в 2010 році переписна місцевість мала площу 18,25 км², уся площа — суходіл.

## Демографія
Згідно з переписом 2010 року, у переписній місцевості мешкало 2278 осіб у 642 домогосподарствах у складі 499 родин. Густота населення становила 125 осіб/км².  Було 837 помешкань (46/км²).
Расовий склад населення:
| - 92,4 % — корінних американців - 5,0 % — білих - 0,7 % — азіатів - 0,4 % — чорних або афроамериканців |

До двох чи більше рас належало 1,4 %. Частка іспаномовних становила 1,1 % від усіх жителів.
За віковим діапазоном населення розподілялося таким чином: 26,9 % — особи молодші 18 років, 64,6 % — особи у віці 18—64 років, 8,5 % — особи у віці 65 років та старші. Медіана віку мешканця становила 29,2 року. На 100 осіб жіночої статі у переписній місцевості припадало 96,0 чоловіків;  на 100 жінок у віці від 18 років та старших — 91,5 чоловіків також старших 18 років.
Середній дохід на одне домашнє господарство  становив 44 143 долари США (медіана — 39 250), а середній дохід на одну сім'ю — 47 305 доларів (медіана — 44 063). Медіана доходів становила 40 096 доларів для чоловіків та 32 407 доларів для жінок. За межею бідності перебувало 31,6 % осіб, у тому числі 37,1 % дітей у віці до 18 років та 39,9 % осіб у віці 65 років та старших.
Цивільне працевлаштоване населення становило 722 особи. Основні галузі зайнятості: освіта, охорона здоров'я та соціальна допомога — 57,9 %, публічна адміністрація — 10,8 %, будівництво — 7,1 %, мистецтво, розваги та відпочинок — 4,3 %.